# Чакыр, Угурджан
Угурджа́н Чакы́р (тур. Uğurcan Çakır; 5 апреля 1996 года, Анталья) — турецкий футболист, вратарь клуба «Трабзонспор» и сборной Турции.

## Клубная карьера
Угурджан Чакыр заключил свой первый профессиональный контракт с турецким клубом «Трабзонспор». 30 июля 2015 года он дебютировал за клуб в гостевом матче третьего квалификационного раунда Лиги Европы УЕФА 2015/2016 против македонского «Работнички». В начале 2016 года Угурджан Чакыр был отдан в аренду команде Первой лиге «1461 Трабзон», за которую до конца сезона провёл 8 матчей в рамках чемпионата. 22 сентября 2017 года он дебютировал в турецкой Суперлиге, выйдя на замену после перерыва в домашней игре с «Аланьяспором». За второй тайм он пропустил три гола (два с пенальти), а его команда, выигрывая по ходу матча 3:0, в итоге уступила со счётом 3:4.